# Benito Penna
Benito Penna (Castelverde, 17 marzo 1940 – 13 dicembre 2022) è stato un pugile italiano, più volte sfidante al titolo italiano dei pesi massimi.

## Carriera

### Da dilettante
Benito Penna viene eliminato da Franco De Piccoli, che poi vincerà la medaglia d'oro, nella selezione finale per indossare la maglia azzurra ai Giochi della XVII Olimpiade a Roma 1960.
Nel 1961 vince la medaglia d'argento ai Campionati italiani dilettanti nei pesi massimi 1961 a Bologna, perdendo in finale da Dante Canè. Nello stesso anno conquista la medaglia d'argento ai Campionati europei, perdendo in finale dal sovietico Andrej Abramov ai punti e la medaglia d'argento ai Campionati mondiali militari a Fort Dix.
L'anno dopo è ancora medaglia d'argento ai Campionati italiani dilettanti a Modena, cedendo nuovamente ai punti da Canè. Passa subito dopo al professionismo.

### Da professionista
Dopo una “striscia” positiva di 14 incontri tutti vinti, il 24 gennaio 1964, perde ai punti da Piero Tomasoni la semifinale per  il titolo italiano dei pesi massimi. Incontra nuovamente Tomasoni – che nel frattempo era andato incontro a una sconfitta contro il Campione d'Italia Santo Amonti – e, stavolta lo sconfigge per Kot all'ottavo round, nella sua Cremona.
Il 21 gennaio 1965, combatte allora per  il titolo italiano contro Amonti a Roma, ed è sconfitto per abbandono all'ottava ripresa. Segue una serie di match non proprio positivi di oltre tre anni, in cui Penna consegue solo due vittorie, quattro pari e ben otto sconfitte. Tra queste, il KO alla settima ripresa, subito da Dante Canè, il 20 gennaio 1966. Rimane allora inattivo per quasi un anno e mezzo. 
Ritorna a combattere, ormai trentenne, nel dicembre 1970, conseguendo due brillanti vittorie prima del limite, a Cremona, contro avversari stranieri. Questo secondo periodo di attività si conclude nell'ottobre 1972 con tre vittorie e tre sconfitte, tra le quali quella contro l'olimpionico di Città del Messico Giorgio Bambini.
Penna torna nuovamente a combattere a trentaquattro anni, vincendo sei incontri consecutivi nel corso del 1974. L'anno successivo, però, incrocia i guantoni contro avversari di maggior valore, tutti con esito negativo. Perde a Milano con Mario Baruzzi per abbandono alla quarta ripresa. Perde ai punti contro Dante Canè nell'ennesimo tentativo di conquistare il titolo italiano. Perde ancora con Alfio Righetti, il 5 febbraio 1976, per abbandono al settimo round. 
Disputa l'ultimo incontro il 23 aprile 1976 a Madrid contro Alfredo Evangelista, futuro avversario di Muhammad Ali e Larry Holmes, perdendo per abbandono alla seconda ripresa.